# Ererê
Ererê este un oraș în statul Ceará (CE) din Brazilia.
În anul 2004, populația estimată era de 6.233 locuitori.